# Cryptolechia
Cryptolechia is een geslacht van vlinders uit de onderfamilie Depressariinae van de familie der sikkelmotten (Oecophoridae).

## Soorten
- C. achlyphanes Meyrick, 1934
- C. aeraria Meyrick, 1910
- C. aganopis Meyrick, 1905
- C. aliena Diakonoff, 1952
- C. alphitias Lower, 1923
- C. amaurophanes Turner, 1947
- C. ammopleura Meyrick, 1920
- C. amphigramma Meyrick, 1915
- C. anomarcha Meyrick, 1915
- C. anthracias (Lower, 1902)
- C. anticentra (Meyrick, 1910)
- C. anticrossa Meyrick, 1915
- C. apocrypta Meyrick, 1886
- C. argillea Turner, 1927
- C. argometra Meyrick, 1935
- C. argyropasta (Walsingham, 1912)
- C. asemanta Dognin, 1905
- C. brachymita Turner, 1947
- C. callisarca Meyrick, 1924
- C. callixyla Meyrick, 1888
- C. centroleuca Meyrick, 1922
- C. ceramora Meyrick, 1902
- C. citrodeta Meyrick, 1921
- C. coelocrossa Meyrick, 1935
- C. compsotypa Meyrick, 1886
- C. conata Strand, 1917
- C. coriaria Meyrick, 1914
- C. coriata Meyrick, 1914
- C. cosmopoda (Turner, 1900)
- C. chlorozyga Meyrick, 1938
- C. chrysocoma (Meyrick, 1905)
- C. diplosticha Meyrick, 1926
- C. dochaea Meyrick, 1910
- C. dubitatella (Zeller, 1877)
- C. empalacta Meyrick, 1915
- C. eoa Meyrick, 1910
- C. epidesma Walsingham, 1912
- C. epinephela Turner, 1947
- C. epistemon Strand, 1920
- C. eucharistis Meyrick, 1931
- C. facunda (Meyrick, 1910)
- C. fatua Meyrick, 1921
- C. fenerata Meyrick, 1914
- C. ferrorubella Walker, 1864
- C. glischrodes Meyrick, 1931
- C. gypsochra Meyrick, 1938
- C. hadromacha Meyrick, 1937
- C. haemorrhanta Meyrick, 1924
- C. hecate (Butler, 1883)
- C. hemiarthra Meyrick, 1922
- C. holopyrrha Meyrick, 1912
- C. hoplostola Meyrick, 1938
- C. humerana (Walker, 1863)
- C. hydara Walsingham, 1912
- C. hypoxantha (Lower, 1897)
- C. ichnitis Meyrick, 1918
- C. increta (Butler, 1883)
- C. indalma (Walsingham, 1912)
- C. inquinata Turner, 1947
- C. iridias Meyrick, 1910
- C. irobela Turner, 1947
- C. isomichla Meyrick, 1938
- C. isotyra Meyrick, 1938
- C. laica Meyrick, 1910
- C. languidula Meyrick, 1921
- C. leptopa Diakonoff, 1952
- C. leptosticta Turner, 1947
- C. lewinella (Newman, 1855)
- C. lindsayae Philpott, 1928
- C. liochroa Meyrick, 1891
- C. lutea Turner, 1927
- C. madagascariensis Viette, 1951
- C. malacobyrsa Meyrick, 1921
- C. malaisei Diakonoff, 1952
- C. mataea (Meyrick, 1910)
- C. melicoma Meyrick, 1931
- C. mellispersa Diakonoff, 1952
- C. metacentra Meyrick, 1914
- C. micracma Meyrick, 1910
- C. microglyptis Meyrick, 1935
- C. mitis Meyrick, 1914
- C. modularis Meyrick, 1921
- C. municipalis Meyrick, 1920
- C. murcidella Christoph, 1877
- C. ochracella Turati, 1930
- C. ochroxyla Meyrick, 1937
- C. orthotoma (Meyrick, 1905)
- C. orthrarcha Meyrick, 1930
- C. pachnias (Meyrick, 1902)
- C. pachystoma Meyrick, 1921
- C. pateropa Meyrick, 1931
- C. pelophaea Meyrick, 1931
- C. pentathlopa Meyrick, 1933
- C. percnocoma Meyrick, 1930
- C. perversa Meyrick, 1918
- C. phaeocausta Meyrick, 1934
- C. phoebas (Meyrick, 1907)
- C. picrocentra Meyrick, 1921
- C. praevecta Meyrick, 1928
- C. propriella (Zeller, 1877)
- C. prothyropa Meyrick, 1938
- C. purpurascens Walsingham, 1912
- C. pytinaea (Meyrick, 1902)
- C. quadripunctella Viette, 1955
- C. radiosella (Walker, 1863)
- C. remotella (Staudinger, 1899)
- C. rhaphidias (Turner, 1917)
- C. rhodobapta Meyrick, 1923
- C. rhodomita (Turner, 1900)
- C. rigidellum (Chrétien, 1915)
- C. roseocostella Walsingham, 1881
- C. roseoflavida Walsingham, 1881
- C. sarcinodes Meyrick, 1921
- C. sareptensis Möschler, 1862
- C. scariphista Meyrick, 1931
- C. sciodeta Meyrick, 1930
- C. scolia (Meyrick, 1902)
- C. schistopa (Meyrick, 1902)
- C. semibrunnea Dognin, 1905
- C. sperans Meyrick, 1926
- C. stadaea Meyrick, 1934
- C. straminella Zeller, 1852
- C. striata Turner, 1947
- C. taphrocopa Meyrick, 1926
- C. taurina Meyrick, 1928
- C. temperata Meyrick, 1910
- C. tetraspila (Walker, 1864)
- C. tetrasticta Meyrick, 1917
- C. thesmophila Meyrick, 1930
- C. torophanes Meyrick, 1935
- C. toulgoetianum Viette, 1954
- C. tranquilla Meyrick, 1927
- C. transfossa Meyrick, 1926
- C. transfuga Meyrick, 1911
- C. tripunctella Walker, 1864
- C. tyrochyta Meyrick, 1910
- C. veniflua Meyrick, 1914
- C. vespertina Meyrick, 1910
- C. xanthosarca Meyrick, 1917
- C. zeloxantha Meyrick, 1934